# Alfa Romeo Giulietta (940)
Alfa Romeo Giulietta — компакті автомобілі преміум-класу з кузовом форми хетчбек, які виробляються компанією Alfa Romeo (концерн FIAT) з 2010 року. В своєму класо-розмірі є наступником моделі Alfa Romeo 147.

## Опис

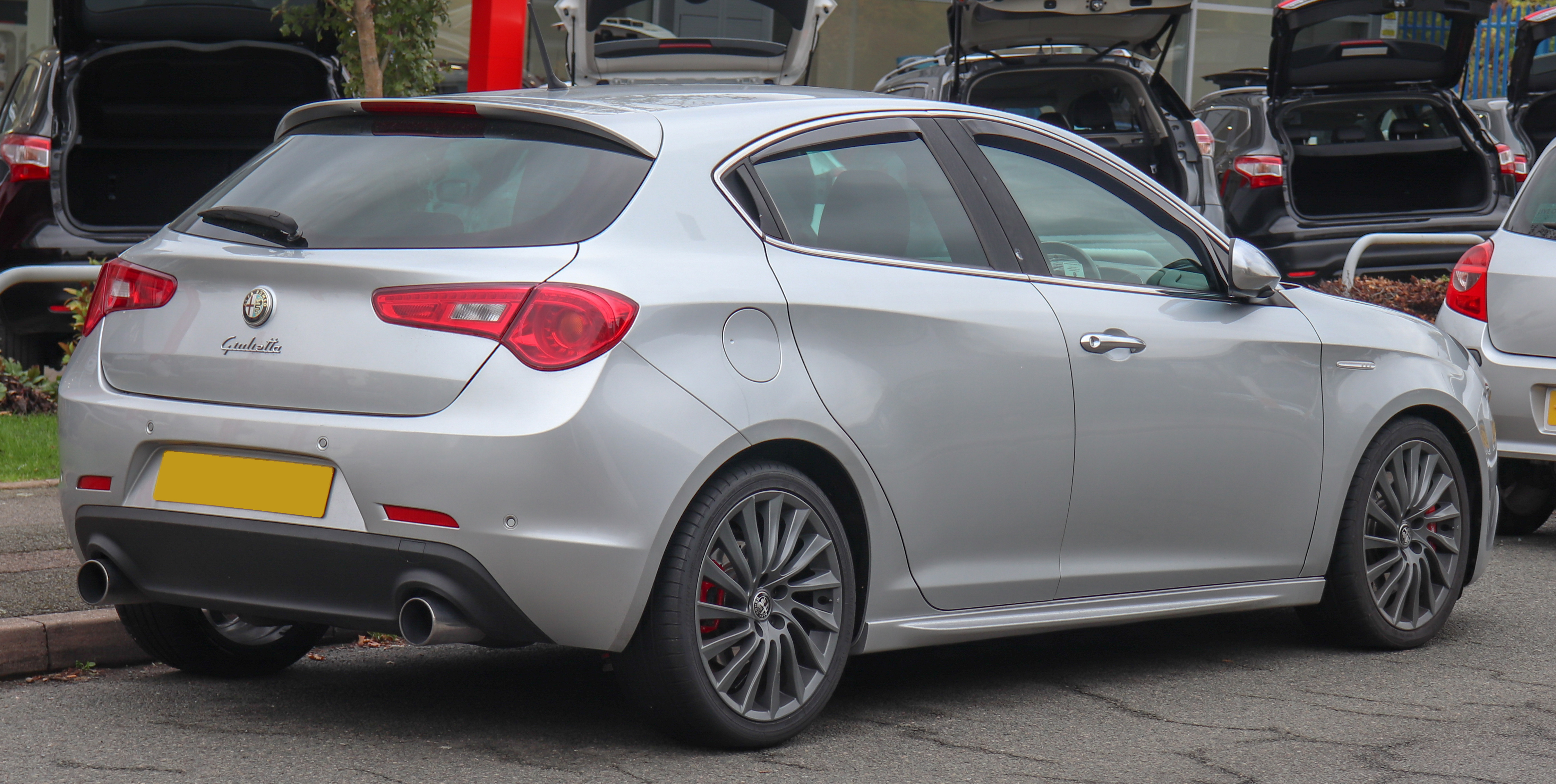
Alfa Romeo Giulietta (2010–2013)

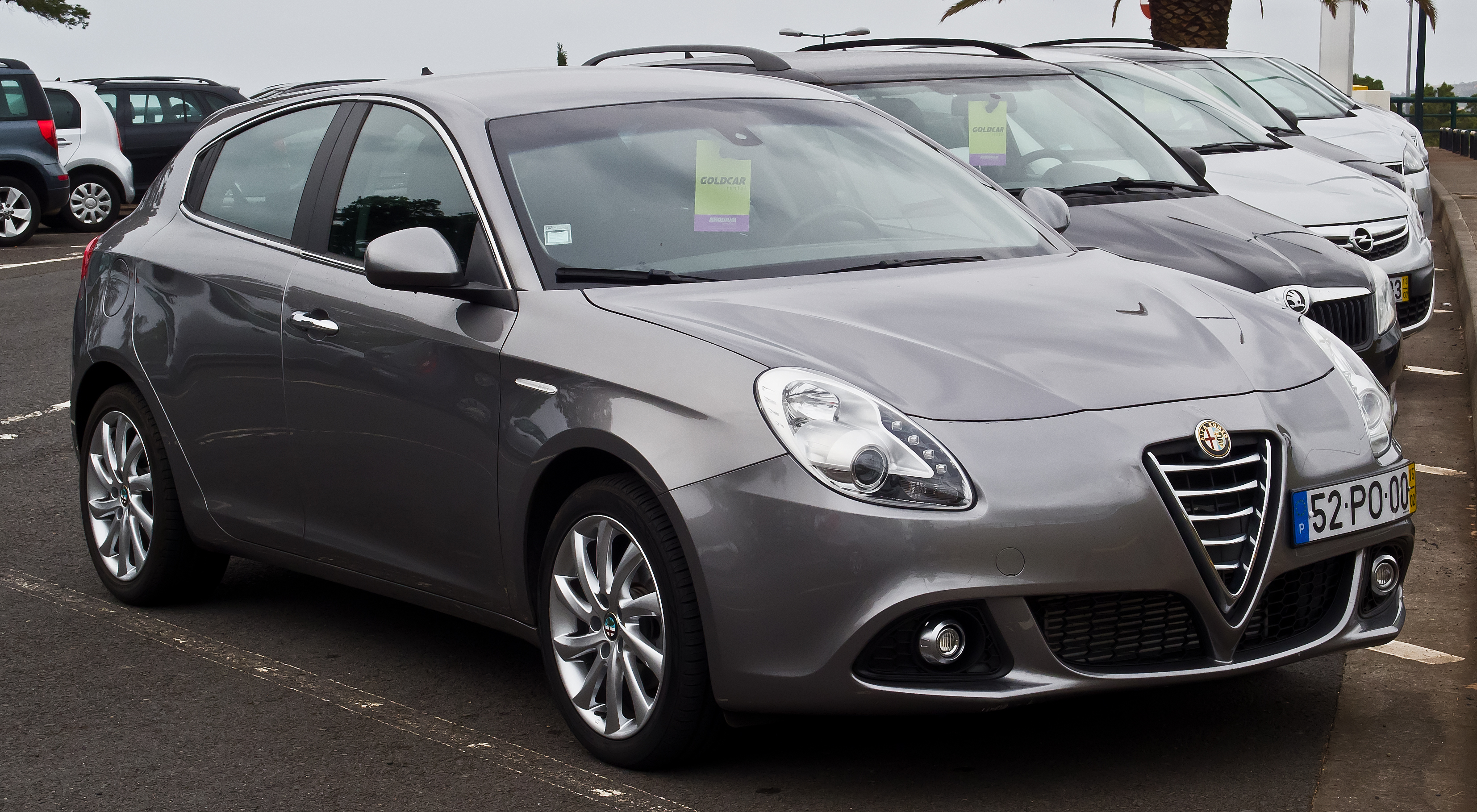
Alfa Romeo Giulietta (2013–2016)

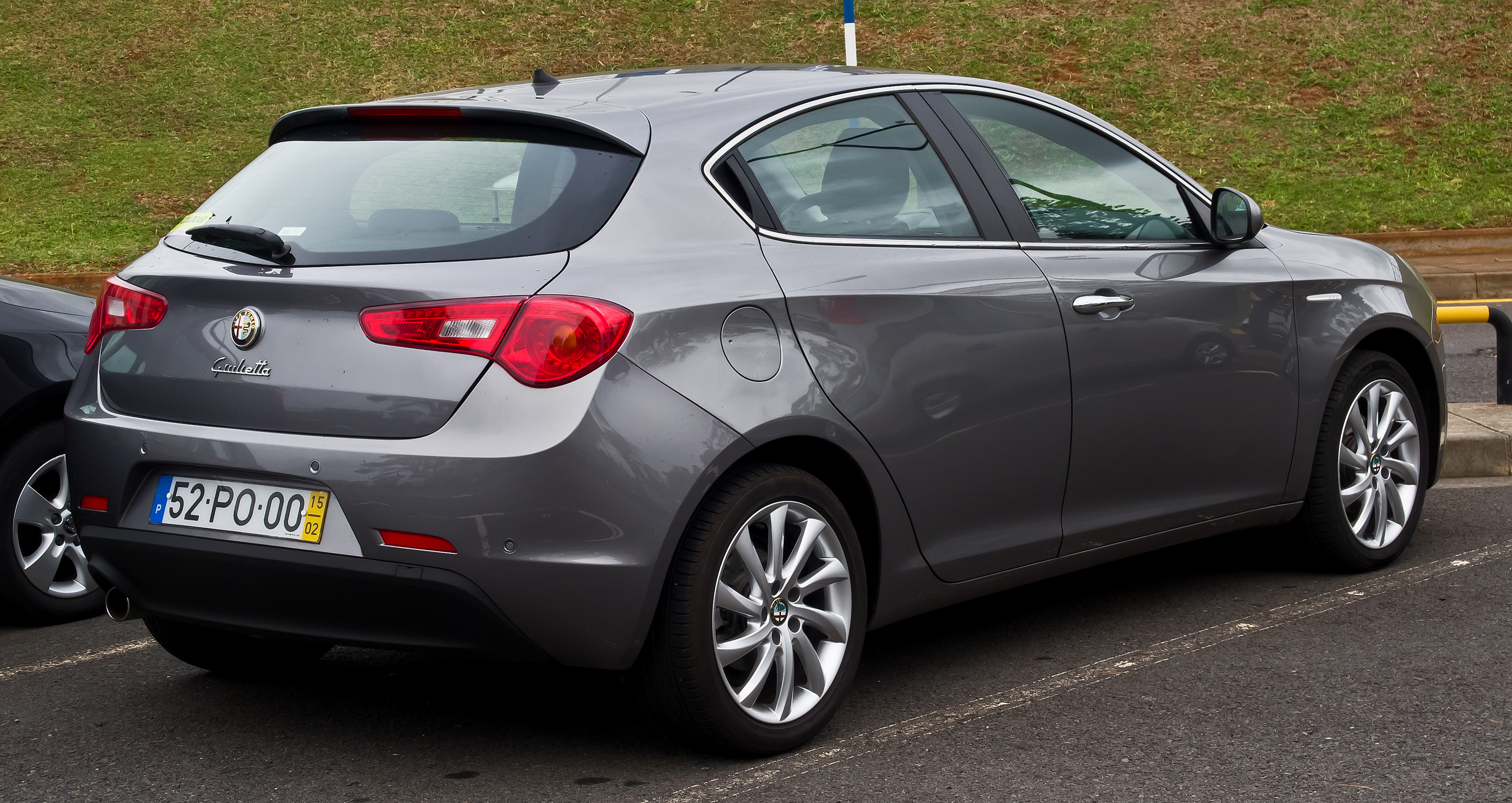
Alfa Romeo Giulietta (2013–2016)

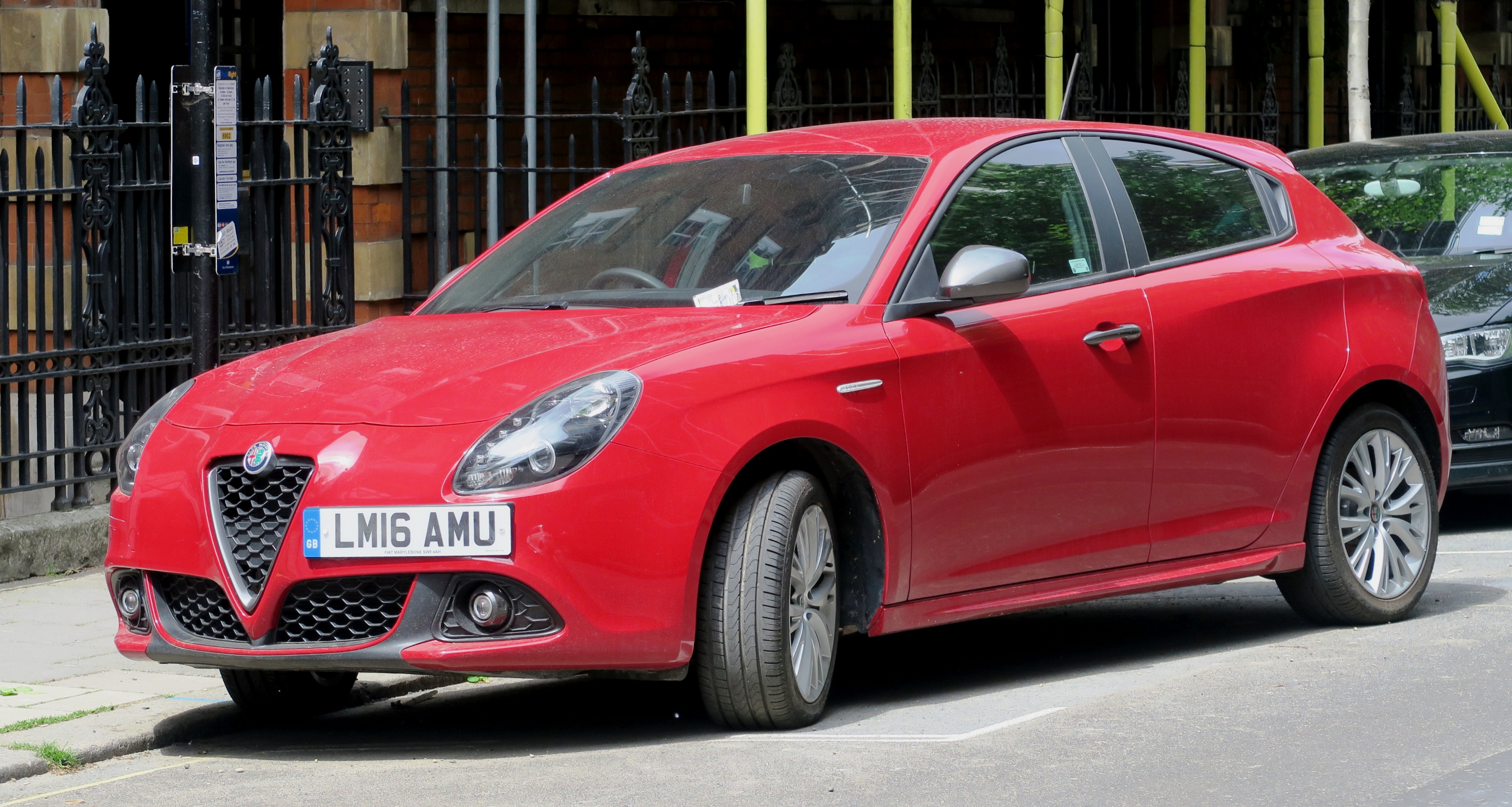
Alfa Romeo Giulietta (2016–2020)

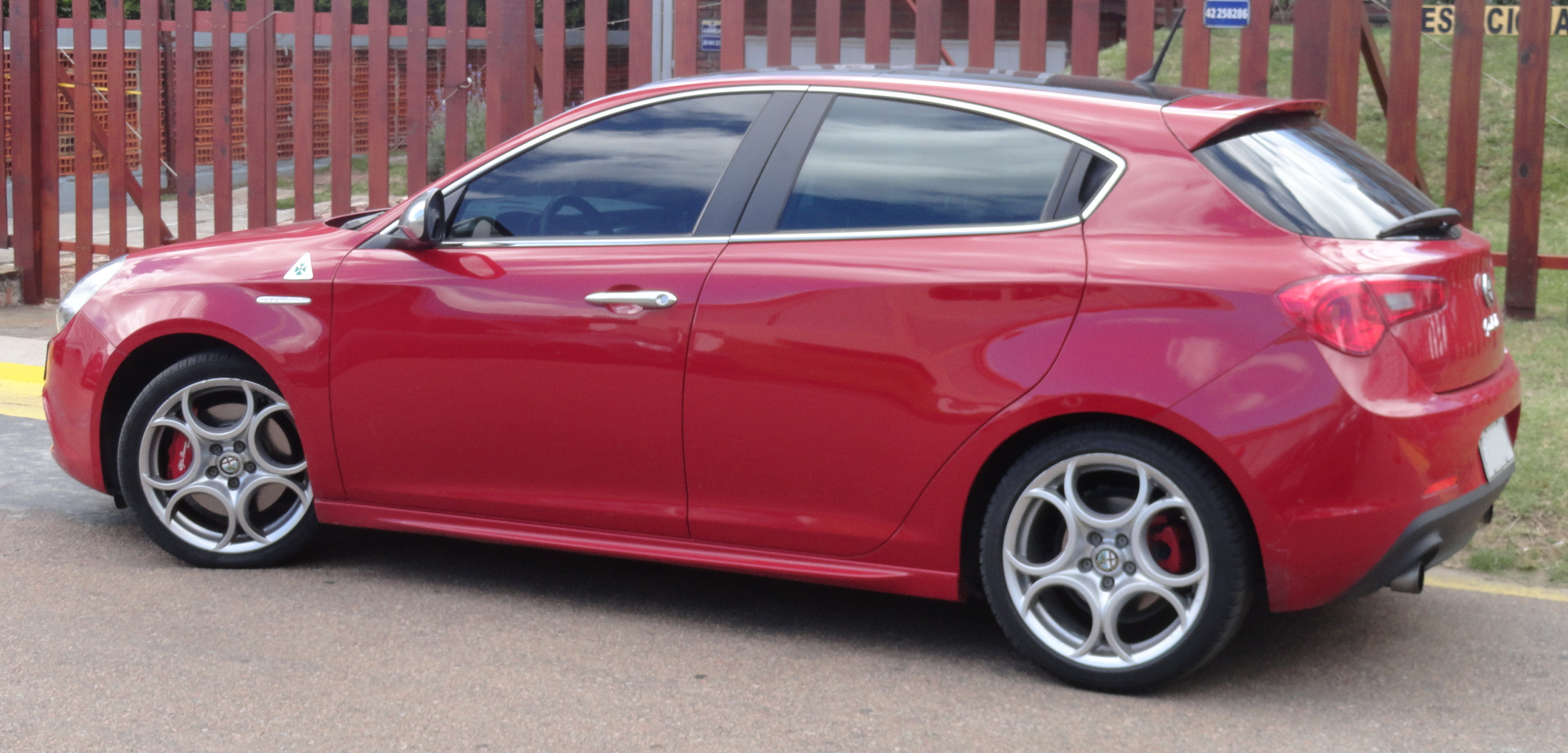
Alfa Romeo Giulietta Quadrifoglio Verde

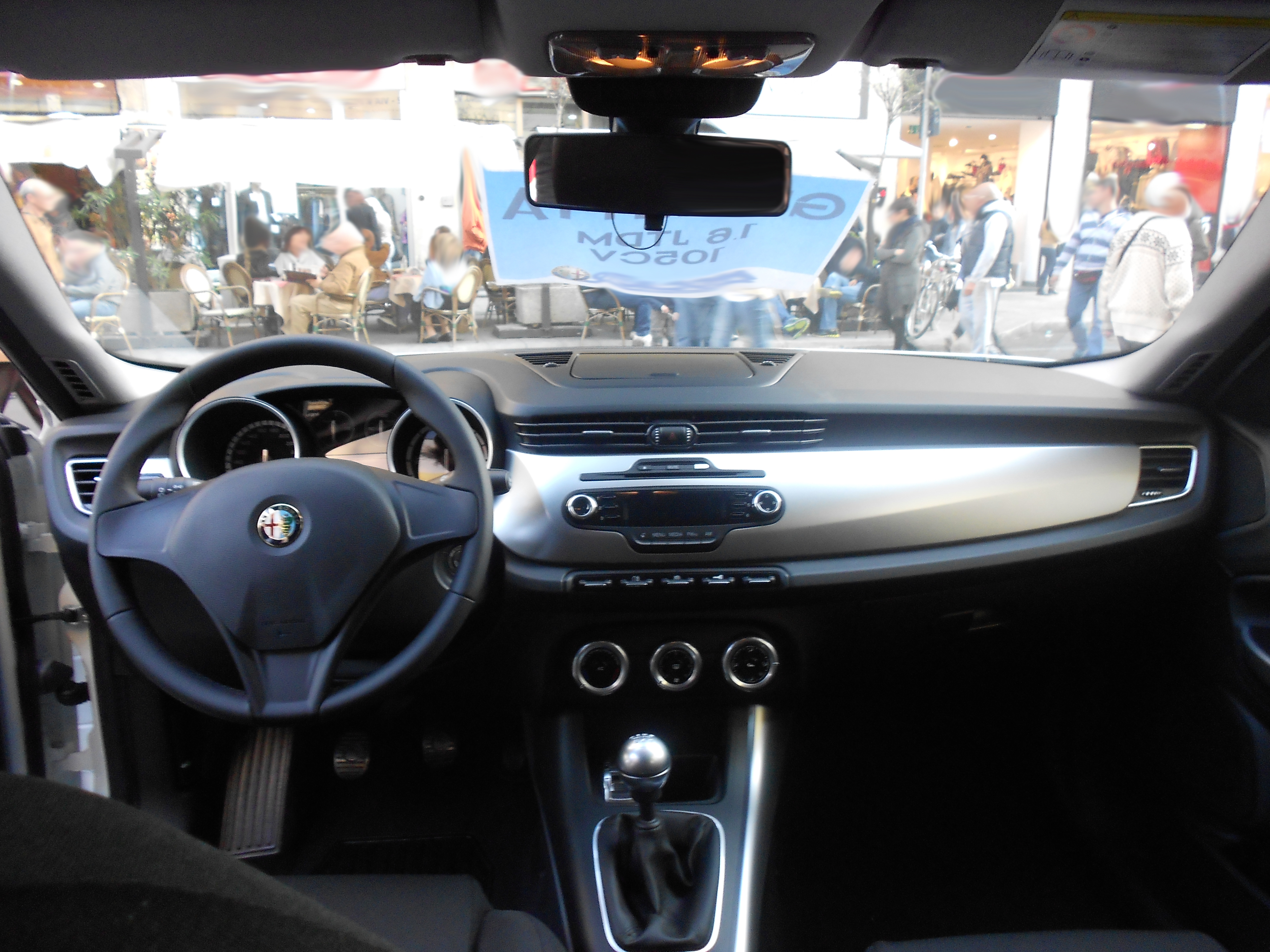

Історія моделі Alfa Romeo Giulietta нараховує вже три покоління. Наприклад, так називали компактні седани, купе і кабріолети, які випускалися з 1954 по 1965 рік. А з 1977 по 1985 рік фірма Alfa Romeo виробляла седан Giulietta Nuova.
Сучасна модель Alfa Romeo Giulietta була представлена на Женевському автосалоні в березні 2010 року.
Alfa Romeo Giulietta побудована на спільній платформі з Fiat Stilo, Fiat Bravo і Lancia Delta.
У 2010 році європейським комітетом NCAP був проведений краш-тест Альфа Ромео Джульєтта, за результатами якого автомобілю було присвоєно найвищий рейтинг - 5 зірок. Хетчбек вважається на 97% безпечним для дорослих пасажирів, на 85% - для дітей і на 63% - для пішоходів. У доступних комплектаціях є повний комплект з шести подушок безпеки, іммобілайзер, центральний замок, ремені безпеки із звуковим сигналізатором і система електронного контролю стійкості.
В вересні 2013 року на Франкфуртському автосалоні представлено модернізовану Alfa Romeo Giulietta.
Перший час автомобіль будуть оснащувати бензиновим двигуном об'ємом 1,4 л з надувом, який видає 120 к.с. або 170 к.с. в залежності від налаштування. Також є два дизелі JTDM об'ємом 1,6 л і 2,0 л (105 к.с. і 170 к.с. відповідно). Пізніше з'явився бензиновий двигун 1,8 з надувом, який видає 235 к.с. і 300 Нм. З міркувань економії всі двигуни стануть оснащувати системою «стоп-старт».

## Двигуни
| Двигун          | Об'єм [см³] | Тип двигуна | Діаметр циліндра хід поршня [мм] | Ступінь стиску | Потужність [к.с.] при об/хв | Крутний момент [Нм] при об/хв | Розгін 0-100 км/год [с] | Максимальна швидкість [км/год] |            |
| Бензинові:      | Бензинові:  | Бензинові:  | Бензинові:                       | Бензинові:     | Бензинові:                  | Бензинові:                    | Бензинові:              | Бензинові:                     | Бензинові: |
| --------------- | ----------- | ----------- | -------------------------------- | -------------- | --------------------------- | ----------------------------- | ----------------------- | ------------------------------ | ---------- |
| 1.4 TB          | 1368        | I4          | b.d.                             | b.d.           | 105 (77)/5000               | 206/1750                      | 10,6                    | 185                            |            |
| 1.4 TB          | 1368        | I4          | 72x84                            | 9,8:1          | 120 (88)/5000               | 215/2500                      | 9,4                     | 195                            |            |
| 1.4 TB MultiAir | 1368        | I4          | 72x84                            | 10,0:1         | 150 (110)/5500              | 250/2500                      | 8,2                     | 210                            |            |
| 1.4 TB MultiAir | 1368        | I4          | 72x84                            | 10,0:1         | 170 (125)/5500              | 250/2500                      | 7,7                     | 218                            |            |
| 1750 Tbi        | 1742        | I4          | 83x80,5                          | 9,2:1          | 240 (177)/5750              | 340/2000                      | 6,0                     | 244                            |            |
| Дизельні:       |             |             |                                  |                |                             |                               |                         |                                |            |
| 1.6 JTDM        | 1598        | I4          | b.d.                             | b.d.           | 105 (77)/4000               | 320/1750                      | 11,3                    | 185                            |            |
| 1.6 JTDM        | 1598        | I4          | 79,5x80,5                        | 16,5:1         | 120 (88)/3750               | 320/1750                      | 10,1                    | 195                            |            |
| 2.0 JTDM        | 1956        | I4          | 83x90,4                          | 16,5:1         | 140 (103)/4000              | 360/1750                      | 8,8                     | 210                            |            |
| 2.0 JTDM        | 1956        | I4          | 83x90,4                          | 16,5:1         | 170 (125)/3750              | 360/1750                      | 7,8                     | 219                            |            |

## Продажі
| Рік  | Європа |
| 2010 | 34,168 |
| 2011 | 78,911 |
| 2012 | 60,665 |
| 2013 | 45,920 |
| 2014 | 40,941 |
| 2015 | 41,767 |
| 2016 | 41,528 |
| 2017 | 32,700 |
| 2018 | 26,632 |

## Зноски
1. ↑  Итальянцы обнажили формы хэтчбека Alfa Romeo Giulietta. Архів оригіналу за 3 квітня 2010. Процитовано 28 березня 2010.
2. ↑  Как мы тестировали Alfa Romeo Giulietta 2016. automoto.ua. Архів оригіналу за 23 вересня 2016. Процитовано 22 вересня 2016.
3. ↑  Alfa Romeo представила «Джульетту». ФОТО. Архів оригіналу за 5 грудня 2009. Процитовано 28 березня 2010.
4. ↑  Alfa Romeo Giulietta monthly and yearly sales. Left-Lane.com. Архів оригіналу за 31 березня 2015. Процитовано 16 лютого 2014. [Архівовано 2015-03-31 у Wayback Machine.]